# ایزابل اتکینسون
ایزابل اتکینسون (انگلیسی: Isibeal Atkinson؛ زادهٔ ۱۷ ژوئیهٔ ۲۰۰۱) بازیکن فوتبال اهل جمهوری ایرلند است که در حال حاضر برای باشگاه فوتبال زنان کریستال پالاس بازی می‌کند.
از باشگاه‌هایی که در آن بازی کرده است می‌توان به باشگاه‌های فوتبال زنان شلبورن، سلتیک، وستهام یونایتد و کریستال پالاس اشاره کرد.
وی همچنین در تیم ملی فوتبال زنان جمهوری ایرلند بازی کرده است.

## دوران باشگاهی
ایزابل اتکینسون فوتبال حرفه‌ای خود در رده‌های سنی پایه را در باشگاه ورزشی راش اتلتیک و آکادمی لیگ دختران متروپولیتان گذراند و سپس سه سال را با باشگاه فوتبال زنان انیسکری سپری کرد. او در ژوئیه سال ۲۰۱۷ به باشگاه فوتبال زنان شلبورن از جمهوری ایرلند پیوست.
فصل ۲۰۲۰ لیگ ملی زنان ایرلند، که به دلیل دنیاگیری کووید-۱۹ به تأخیر افتاده بود، با فرم عالی اتکینسون برای شلبورن آغاز شد. او به جای اینکه در پست معمول خود در وینگر بازی کند، به عنوان دفاع چپ مورد استفاده قرار گرفت. گل او در برابر باشگاه فوتبال زنان بوهیمین به عنوان گل ماه اوت ۲۰۲۰ انتخاب شد.
در فوریه سال ۲۰۲۱، اتکینسون به تیم اسکاتلندی باشگاه فوتبال زنان سلتیک پیوست که در لیگ برتر فوتبال زنان اسکاتلند، بالاترین سطح لیگ حرفه‌ای فوتبال زنان در این کشور فعالیت می‌کرد. او در مسابقات لیگ قهرمانان اروپا فصل ۲۰۲۲–۲۰۲۱ برای سلتیک بازی کرد و پس از یک دریبل انفرادی، گل تساوی را در برابر باشگاه فوتبال زنان مینسک ساخت. در مه ۲۰۲۲، او گل برتری در وقت اضافه را در فینال جام حذفی فوتبال زنان اسکاتلند به ثمر رساند و سلتیک با نتیجه ۳–۲ رقیب خود باشگته فوتبال زنان گلاسگو سیتی را شکست داد.
در ژوئیه ۲۰۲۲، اتکینسون به همراه یک بازیکن جوان ایرلندی دیگر تایلر تولند هر دو از سلتیک جدا شدند. اتکینسون سپس در همان ماه به باشگاه لیگ برتری وستهام یونایتد پیوست.
در ژانویه ۲۰۲۴، باشگاه چمپیونشیپی کریستال پالاس اعلام کرد که اتکینسون را تا سال ۲۰۲۵ به خدمت گرفته است.

## دوران ملی
در اکتبر ۲۰۱۷، سرمربی تیم ملی زنان جمهوری ایرلند کالین بل، اتکینسون ۱۶ ساله را در لیست خود برای یک بازی مرحله مقدماتی جام جهانی فوتبال زنان ۲۰۱۹ در برابر تیم ملی فوتبال زنان اسلواکی قرار داد. او به عنوان یار تعویضی در دقیقه ۹۰ به جای لیان کیرنان در پیروزی ۳–۱ در جریان بازی دوستانه در برابر تیم ملی فوتبال زنان پرتغال در استادیوم د سان میگل، پونتا دلگادا، در ۲۲ ژانویه ۲۰۱۸ اولین بازی ملی خود را انجام داد.
اولین حضور جدی اتکینسون برای ایرلند در یک شکست ۱–۰ در انتخابی جام جهانی زنان در برابر تیم ملی فوتبال زنان نروژ در ژوئن ۲۰۱۸ بود. او در دقیقه ۸۹ به جای امین اوگورمن به زمین آمد و یک کارت زرد دریافت کرد.
او اولین بازی خود به عنوان یکی از ۱۱ بازیکن اصلی را در یک شکست ۱–۰ دوستانه در برابر تیم ملی فوتبال زنان بلژیک بود که در مورسیا، اسپانیا در ۲۰ ژانویه ۲۰۱۹ برگزار شد، انجام داد.
اتکینسون در لیست ورا پاو برای جام جهانی فوتبال زنان ۲۰۲۳ قرار گرفت.